# Новая хронология (Рол)
Новая хронология — альтернативная теория английского египтолога Дэвида Рола, подвергающая пересмотру традиционную хронологию Древнего Египта и Ближнего Востока. В основе этой хронологии лежит предположение, что некоторые египетские династии, разнесённые во времени, правили в разных частях Египта одновременно. Основному пересмотру подвергаются даты правления фараонов XIX—XXV династий с резким сокращением длительности Третьего переходного периода и максимальным изменением дат до 350 лет. Дэвид Рол утверждает, что его новая хронология позволяет найти в египетской истории события и действующих лиц, описанных в Библии.
Теория Дэвида Рола отвергается подавляющим большинством египтологов как не имеющая достаточных обоснований. Кроме того, традиционная хронология Египта и Ближнего Востока находится в хорошем согласии с естественнонаучными методами датирования, в частности, с радиоуглеродными датировками и дендрохронологией, в связи с чем Д. Рол пытается оспаривать объективность этих методов.
В 1986—1998 и 2001—2004 годах Рол возглавлял Институт по исследованию междисциплинарных наук (англ. ISIS) — британскую образовательную организацию по изучению древней хронологии, созданную энтузиастами Общества междисциплинарных исследований (SIS), изначальная цель которого состояла в исследовании теорий Иммануила Великовского. В 1986—2003 годах Рол был редактором издания ISIS «Журнал форума древней хронологии» (англ. Journal of the Ancient Chronology Forum, JACF).
Термин «Новая хронология» (англ. New Chronology) впервые появился в статьях Дэвида Рола для этого журнала. Широкой публике он стал известен после выхода книги «A Test of Time» («Проверка времени»), опубликованной в 1995 году и последующей серии фильмов, популяризирующих эту теорию.

## Публикации
- Список публикаций на английском языке

### Книги
- Rohl D. A Test of Time: The Bible — from Myth to History (англ.). — 1995. (В США вышла под названием Pharaohs and Kings: A Biblical Quest, )
- Рол Д. Генезис цивилизации. Откуда мы произошли … = Legend: The Genesis of Civilisation. — М.: Эксмо, 2005. — 480 с. — ISBN 5-699-01429-2.
- Рол Д. Утраченный Завет. Новая хронология событий библейской эпохи = The Lost Testament: The Story of the Children of Yahweh. — М.: Эксмо, 2002. — 528 с. — ISBN 5-699-08831-8.
- Rohl D. From Eden to Exile: The Epic History of the People of the Bible, 2003. (Переиздание в мягком переплете «The Lost Testament»)
- The Lords of Avaris: Uncovering the Legendary Origins of Western Civilisation, 2007. (Русский перевод: Боги Авариса, «Эксмо», Москва, 2011 ISBN 978-5-699-45027-5).